# Banco (film)
Pour les articles homonymes, voir Banco.
Pour plus de détails, voir Fiche technique et Distribution.
Banco (70 binladens) est un thriller espagnol coproduit et réalisé par Koldo Serra, sorti en 2018.

## Synopsis
Ruinée et endettée, Raquel (Emma Suárez) s'est vue retirer sa petite fille Alba par les services sociaux. Mais elle peut uniquement récupérer sa garde en échange de la somme de 35 000 euros. Déterminée, elle se rend à la banque pour négocier un prêt auprès de son directeur contre l'hypothèque de la maison de ses parents. Alors qu'elle se rend au guichet pour ouvrir un compte et retirer l'argent, un couple de braqueurs masqués, Jonan (Hugo Silva) et Lola (Nathalie Poza), surgit et prend clients et salariés en otage. La situation dégénère lorsque Jonan abat un flic corrompu qui faisait chanter une immigrée ukrainienne qui devait le payer pour ne pas être expulsée d'Espagne. Dès lors, la banque est aussitôt encerclée par la police qui tente de communiquer calmement avec les deux bandits. Alors que la tension monte de plus en plus, Raquel ne pense qu'à l'argent qui pourrait la rapprocher de sa fille. Elle comprend qu'une dernière chance se présente à elle : collaborer avec les deux braqueurs. Elle leur propose le plan suivant : si elle les aide à s'échapper, elle récoltera une partie du butin qu'ils auront volé ensemble…

## Fiche technique
Sauf indication contraire, les informations mentionnées dans cette section peuvent être confirmées par la base de données cinématographiques IMDb,  présente dans la section « Liens externes ».
- Titre original : 70 binladens
- Titre français : Banco
- Réalisation : Koldo Serra
- Scénario : Javier Echániz, Juan Antonio Gil Bengoa et Asier Guerricaechebarría
- Musique : Fernando Velázquez
- Décors : Mónica Ausín
- Costumes : Ariadna Papió
- Photographie : Unax Mendia
- Montage : Josu Martinez
- Production : Álex de la Iglesia Carolina Bang, Nahikari Ipiña et Koldo Serra

Production déléguée : Pau Brunet et Elia Urquiza
- Sociétés de production : Euskal Irrati Telebista, La Panda, Movistar+, Pokeepsie Films, Radio Televisión Española et Sayaka Producciones Audiovisuales
- Sociétés de distribution : Filmax International (Espagne) ; Rimini Editions (France)
- Pays d'origine :  Espagne
- Langue originale : espagnol
- Format : couleur
- Genre : thriller
- Durée : 100 minutes
- Dates de sortie :
  - Espagne : 12 octobre 2018 (Festival international du film de Catalogne) ; 8 mars 2019 (sortie nationale)
  - France : 17 juillet 2019 (DVD)

## Distribution
- Emma Suárez : Raquel
- Nathalie Poza : Lola
- Hugo Silva : Jonan
- Daniel Pérez Prada (VF : Christophe Hespel) : Carlos
- Bárbara Goenaga : Eva
- Fernando Albizu : Elías
- Ione Irazábal : Cristina
- Richard Sahagún : Mikel
- Juan Viadas : Gregorio
- Susana Abaitua : Iratxe
- Alexandra Prokhorova : Daryna
- Pere Brasó : Toñín
- Kandido Uranga : Ledesma
- Valentina León : Alba

## Production
Le tournage a lieu dans le quartier de Santutxu et tous les intérieurs sont tournés dans l'immeuble de Bilbao Bizkaia Kutxa de la rue Rodríguez Arias (es) à Bilbao dans le Nord de l'Espagne, en mars-avril 2018.